# Буття і час
«Буття і час» (нім. Sein und Zeit, англ. Being and Time) — програмна книга німецького філософа Мартіна Гайдеґґера, яка вийшла друком у 1927 році.
Свого часу поява книги принесла популярність Мартіну Гайдеґґеру як одному з чільних філософів Німеччини. Жодна з наступних його праць не повторила успіху «Буття і час», а усю його творчість часто розглядають крізь призму цієї праці.

## Історія написання
Основна частина «Буття і час» підготовлена на основі матеріалів лекцій, прочитаних Гайдеґґером у 1923—1925 роках. За первісним задумом автора книга мала складатися з двох основних частин, кожна з яких у свою чергою мала поділятися на ще три розділи. Проте на момент підготовки праці до друку готовими були лише перші два розділи першої частини. Таким чином до «Буття і час» увійшли довгий двоступеневий «Вступ» і два перших розділи першої частини — «Підготовчий фундаментальний аналіз присутності» та «Присутність і часовість».
Решта розділів, які були заплановані так ніколи і не були доопрацьовані, хоча багато в чому вони були розглянуті в інших працях Гайдеґґера. Таким чином третій розділ першої частини під назвою «Час і буття», а також три розділи другої частини — «Вчення Канта про схематизм і час як підхід до проблематики часовості», "Онтологічний фундамент декартівського cogito ergo sum і включення середньовічної онтології в проблематику «мислячої речі» і «Трактат Арістотеля про час як критерій феноменальної бази і меж античної онтології») було частково розглянуто в курсі лекцій «Основні проблеми феноменології» (1927), а також у книгах «Кант і проблема метафізики» (1929) і «Європейський нігілізм» (1940).